# Epeus tener
Epeus tener är en spindelart som först beskrevs av Simon 1877.  Epeus tener ingår i släktet Epeus och familjen hoppspindlar. Inga underarter finns listade i Catalogue of Life.